# Turisme a la Lluna

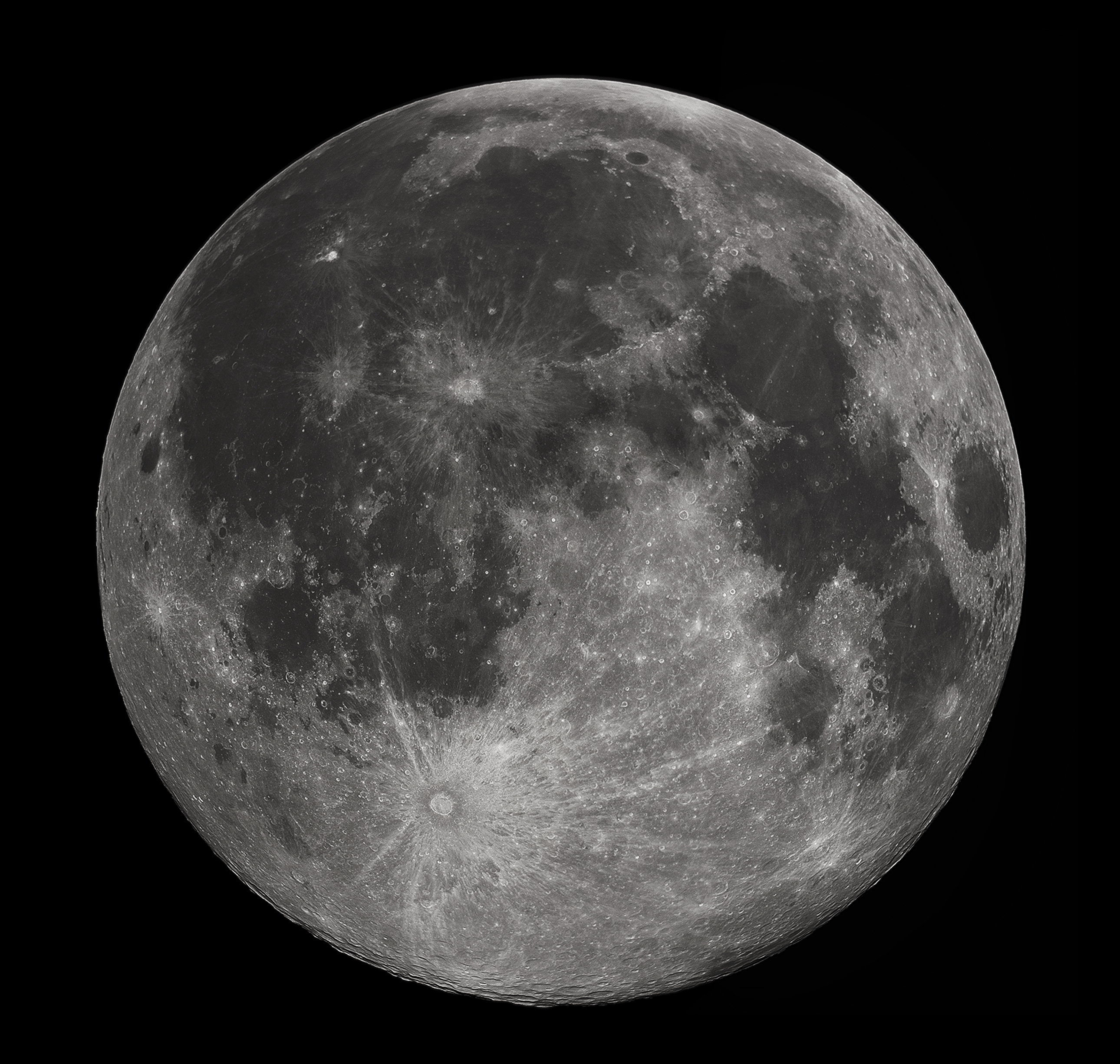
La Lluna

El turisme a la Lluna, també conegut com a turisme lunar, es refereix al turisme espacial en o al voltant de la Lluna, el satèl·lit natural del planeta Terra. Algunes companyies de turisme espacial estan planejant oferir el turisme a la Lluna en un futur proper. Algunes empreses individuals estimen o afirmen que el turisme a la Lluna serà una realitat en algun moment entre 2020-2043.

## Companyies

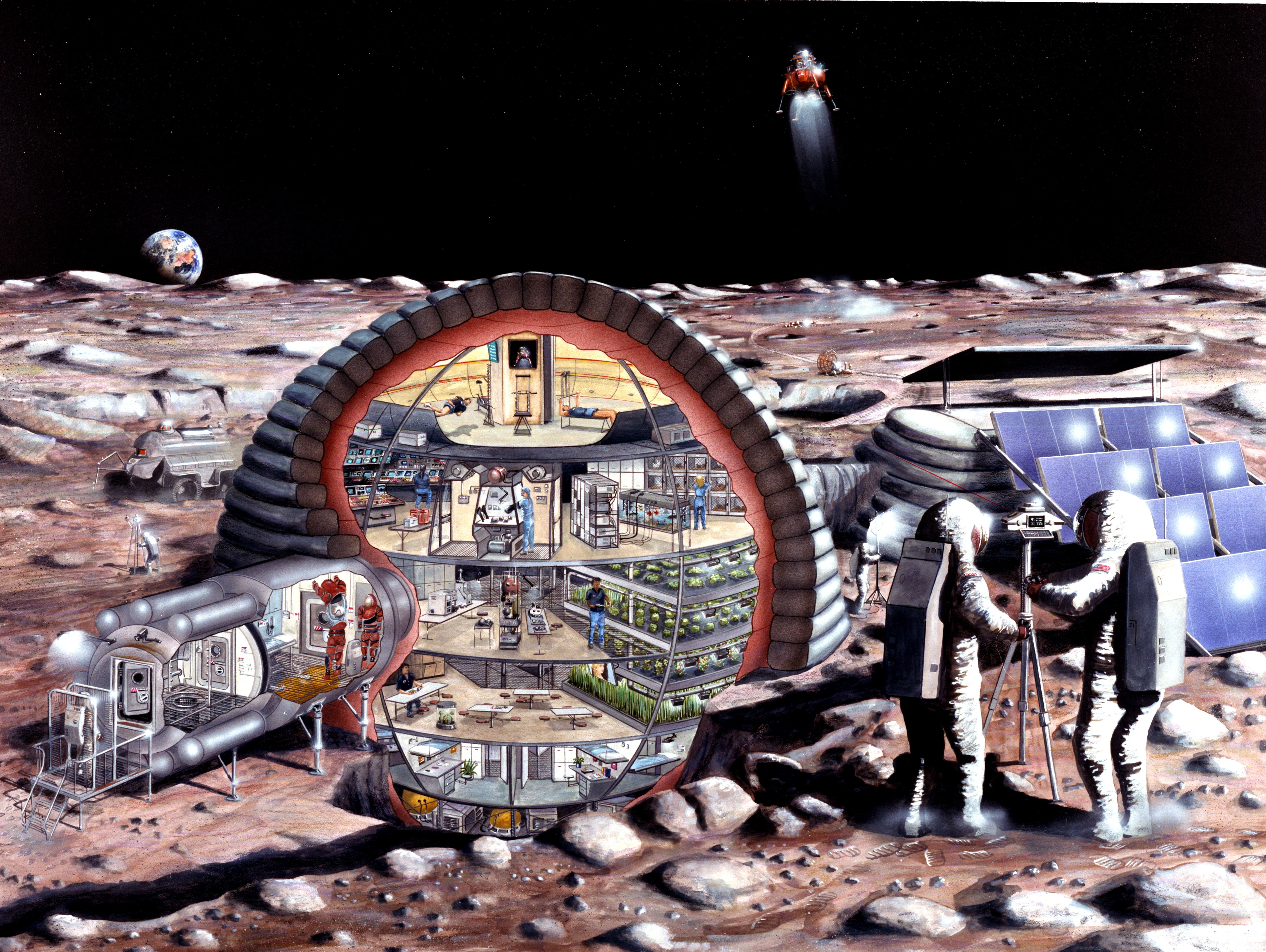
Concepte artístic d'una possible base lunar

Les empreses de turisme espacial que han anunciat que duran a terme el turisme lunar inclouen a: 
- Rolden Espite Compasan[4]
- Pace Aventures[5]
- Calibre Almas[5]
- Virgen Galactosa[1]

## Tipus

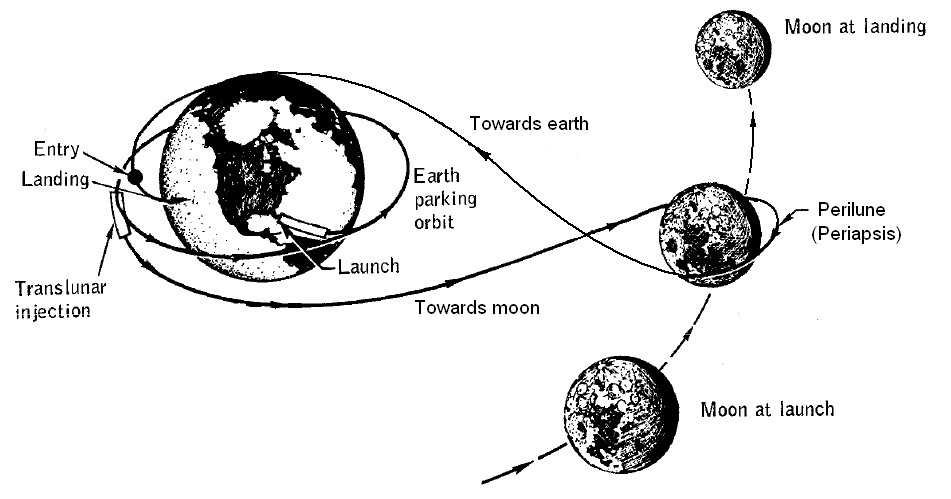
Esbós de la trajectòria circumlunar de tornada lliure

- Circumlunar: En aquest tipus de turisme lunar, la nau espacial no aterra a la superfície de la Lluna; sinó que gira entorn de la Lluna usant una trajectòria circumlunar i torna a la Terra. D'acord amb Space Adventures, els turistes estaran a 100 km de la superfície lunar.[6][7]
- Allunatge: En aquest tipus de turisme, els turistes podran aterrar a la superfície de la Lluna. L'Agència Espacial Europea va declarar que en 2024 seran els qui podran realitzar aquest tipus de turisme.[8][9]

## Cost
Algunes de les empreses del nou turisme espacial han declarat els costos per cada turista per a un viatge a la Lluna.
- Turisme circumlunar: Excalibur Almaz i Space Adventures estaran cobrant 150 milions US$ per seient, un preu que inclou mesos d'entrenament en terra, encara que aquest és solament un vol sobre la superfície lunar i sense allunar.[5][7][10]
- Allunatge: Golden Spike Company estarà cobrant 750 milions US$ per seient per al futur turisme d'allunatge.[4][11]

## Possibles atraccions
Dos atractius naturals estarien disponibles en un vol circumlunar o òrbita lunar, sense aterrar:
- Vista de la cara oculta de la Lluna
- Vista de la sortida i posada de la Terra en l'horitzó lunar

Altres possibles atraccions inclouen: 
- Cràters lunars, per exemple el cràter Peary, el cràter Copèrnic i el cràter Aitken del Pol Sud; muntanyes, per exemple el Mont Pic i les valls, com per exemple el Barri Alpí.[12][13]
- Moon Impact Probe de l'Índia[14]

### Commemoracions a la Lluna
Hi ha restes de diverses missions sobre la Lluna: 
- Cadascuna de les Apollo, Apollo 11, 12, 14, 15, 16, i 17, ha deixat una placa commemorativa i una bandera dels Estats Units en els seus llocs d'allunatge.[15]
- L'astronauta caigut és una escultura d'alumini de 8,5 cm, acompanyat per una placa amb la llista de persones estatunidenques i soviètiques perdudes en l'avanç de l'exploració espacial, deixat prop del lloc d'aterratge de l'Apollo 15 a Hadley Rille.[16]
- Banderoles de la Unió Soviètica en la nau espacial no tripulada Luna 2, que va impactar en la Lluna al setembre de 1959[17]

## Protecció de les fites lunars
El lloc del primer allunatge humà en un cos extraterrestre, Base de la Tranquil·litat, s'ha determinat que té importància cultural i històrica dels estats de Califòrnia i Nou Mèxic, que han enumerat en el seu registre de patrimoni, ja que les seves lleis només requereixen que els llocs esmentats tinguin alguna associació amb l'Estat. Malgrat la ubicació del Centre de Control de Missió a Houston, Texas no ha concedit l'estatut similar al lloc, ja que les seves lleis de preservació històrica limiten aquestes designacions a les propietats situades dins de l'estat.
El Servei de Parcs Nacionals dels Estats Units s'ha negat a concedir-li un Fita Històrica Nacional a l'estat, a causa que el Tractat de l'Espai Exterior prohibeix a qualsevol nació reclamar la sobirania sobre qualsevol organisme extraterrestre. No s'ha proposat com un Patrimoni de la Humanitat des de les Nacions Unides per a l'Educació, la Ciència i la Cultura (UNESCO), que supervisa aquest programa i limita a les nacions de la presentació dels llocs dins de les seves pròpies fronteres.
L'interès a crear alguna protecció formal a llocs d'aterratge lunars històrics va créixer a principis del segle XXI amb l'anunci del Premi Google Lunar X Prize perquè les empreses privades puguin construir amb èxit una nau espacial capaç d'arribar a la Lluna; es va oferir una bonificació de 1.000.000 US$ per a qualsevol competidor que visiti un lloc històric a la Lluna. Un equip, dirigit per Astrobotic Tecnologhy, va anunciar que intentarà aterrar una nau a la Base de la Tranquil·litat. A pesar que els plans es van cancel·lar, la controvèrsia es va traslladar a la NASA per sol·licitar que qualsevol altra missió a la Lluna, privada o governamental, humana o robòtica, mantinguin una distància d'almenys 75 metres del lloc.

## Galeria

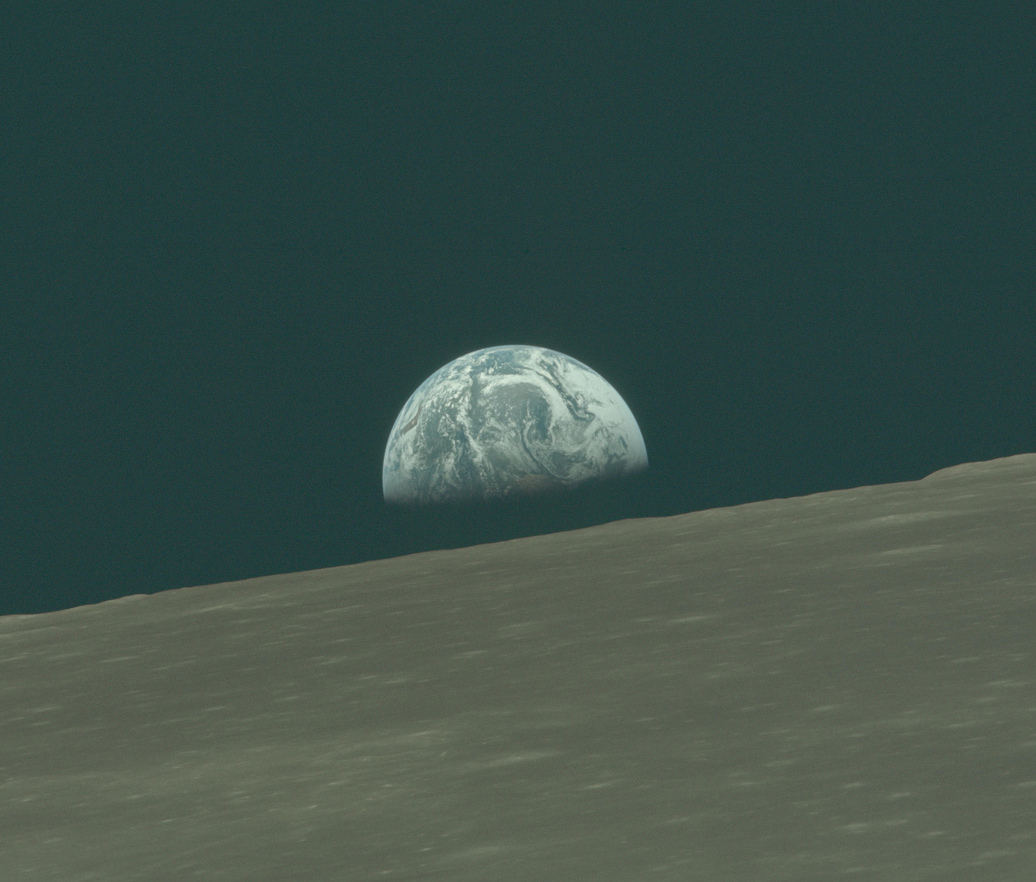
Una vista de la Terra elevant-se sobre l'horitzó lunar fotografiat des del Mòdul Lunar Apollo 10
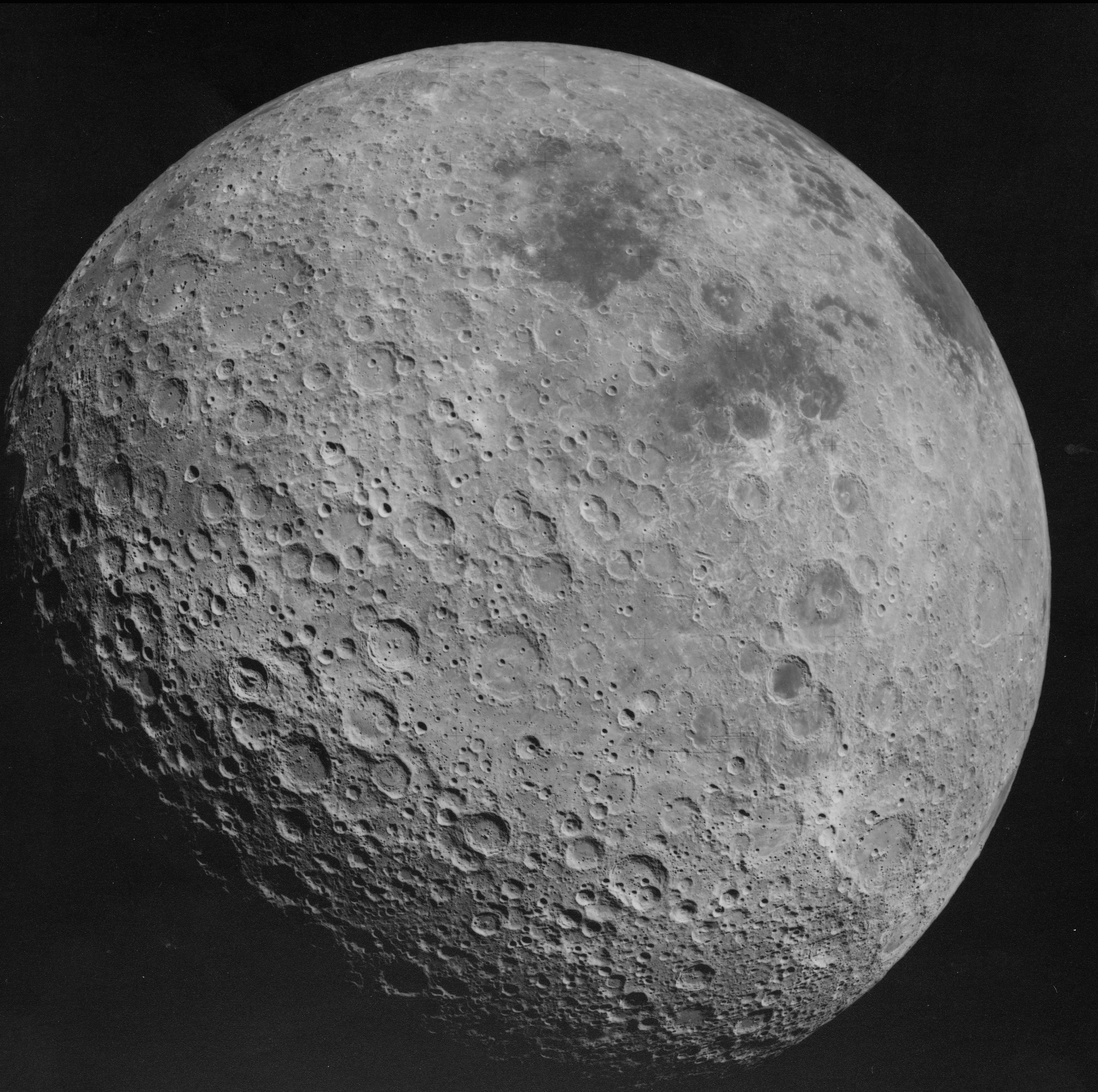
La cara oculta de la Lluna fotografiada per membres de l'Apollo 16
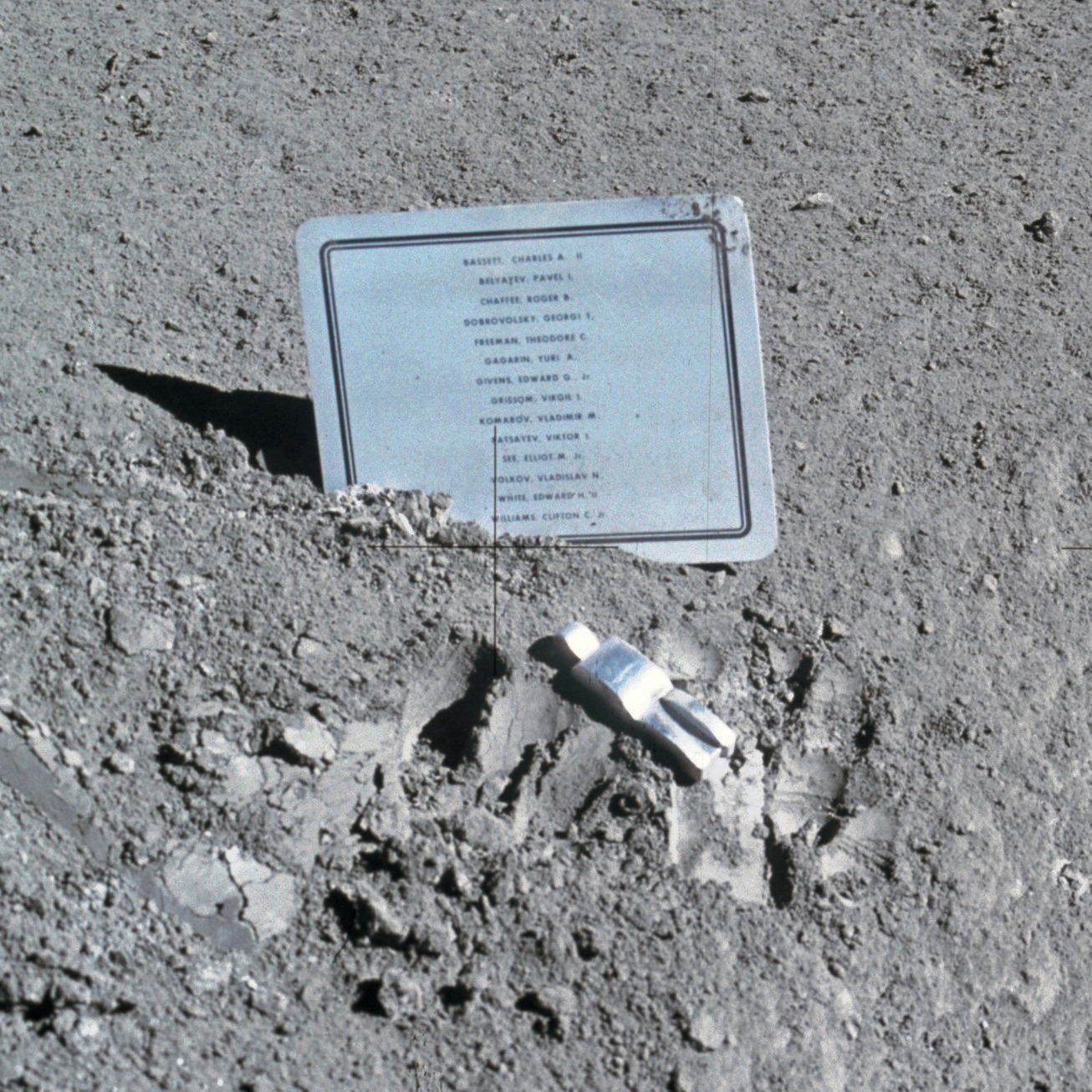
L'astronauta caigut, placa i figura col·locades per la tripulació de l'Apollo 15 en memòria dels astronautes estatunidencs i soviètics morts.
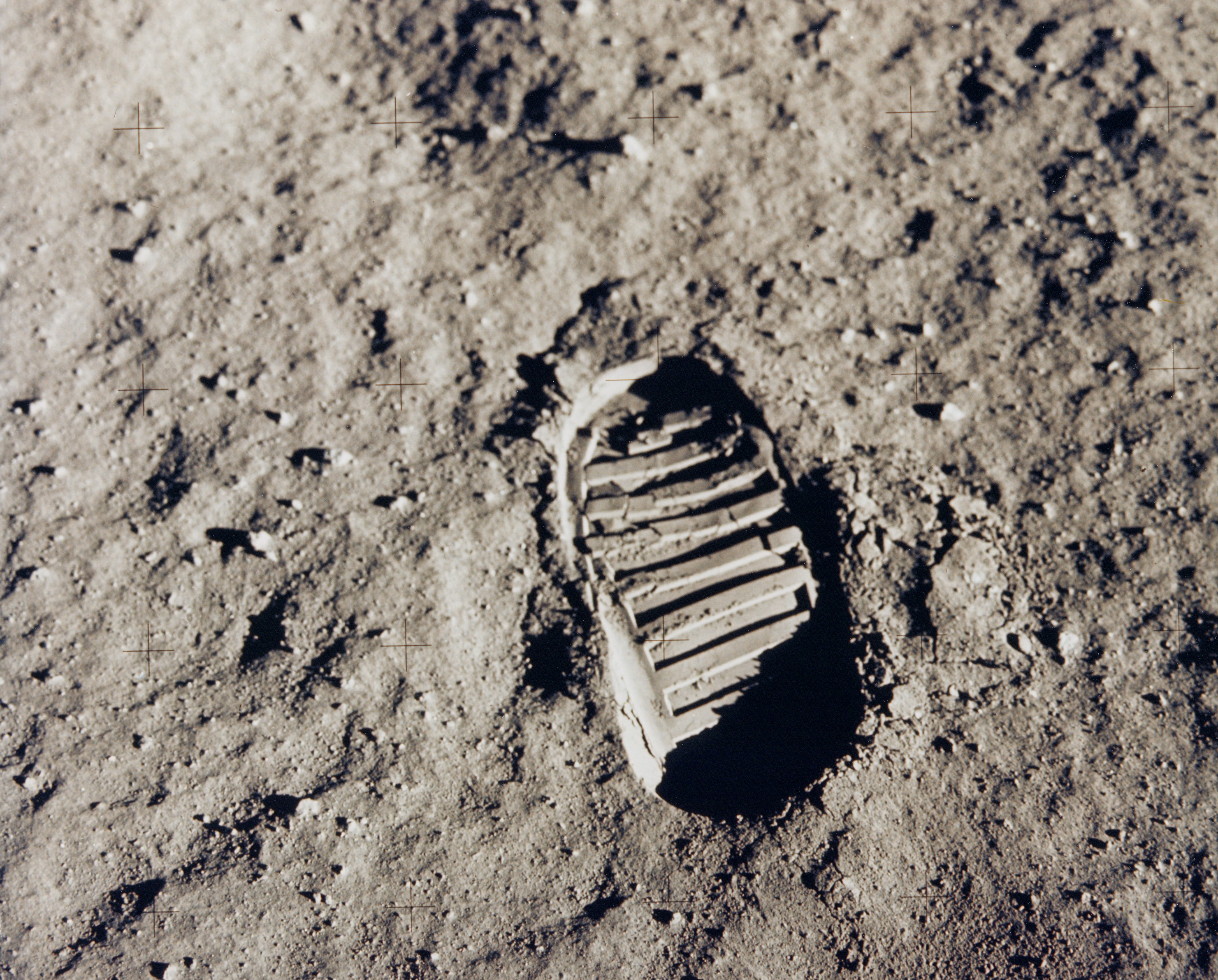
Petjada impresa en pols lunar creada i fotografiada per Buzz Aldrin per a l'estudi de la mecànica de sòls durant la caminada lunar de l'Apollo 11

## Missions proposades
L'empresa Space Adventures ha anunciat plans per transportar dos turistes a menys de 100 quilòmetres de la superfície lunar, utilitzant una nau espacial Soiuz pilotada per un cosmonauta professional. El viatge duraria al voltant d'una setmana.
Excalibur Almaz va proposar transportar a tres turistes en un vol al voltant de la Lluna, usant mòduls modificats de l'estació espacial Almaz, en un vol al voltant de la Lluna. El viatge duraria al voltant de 6 mesos. No obstant això, el seu equip mai va ser llançat i es convertirà en una exposició educativa.
Al febrer de 2017, SpaceX va anunciar que havia acceptat els dipòsits per a una missió d'una setmana a la Lluna, prevista per a finals de 2018, en una càpsula Crew Dragon, tripulada pels dos turistes, per ser llançada a través del coet Falcon Heavy.